# Органчик (мультфильм, 1933)
«Органчик» — советская мультипликационная сатира в 2-х частях по мотивам произведения Салтыкова-Щедрина «История одного города», снятая в  1933 году.

## Сюжет
Действие фильма начинается во дворце. Во время музыкальных упражнений царя на большой трубе, к нему приходит известие о смерти градоначальника города Глупова Фердыщенко. Царь отбирает из придворных самого зычно-голосистого Перехват-Залихватского и приказывает вставить ему в пустую голову «органчик» — хитроумный механизм в совершенстве заменяющий человеку разум. «Органчик» кроме окриков «запорю» и «раз-зорю» ещё исполняет только музыку на мотив «Славься». Перехват-Залихватский едет в Глупов.
Нового градоправителя встречают с колокольным звоном и хлебом-солью. Натолкнувшись на здание библиотеки, Перехват-Залихватский сжигает его вместе с книгами. Только часть книг успевает разбежаться.
Узнав по записям недоимок, что деревня Нееловка не уплатила два рубля с копейками, Перехват с войском идёт в поход на деревню и громит её из орудия. Недоимки получены. Жители деревни в трагическом недоумении и в скорби около остатков жилищ…
В городе в честь славной победы градоправителя устраивается торжественный спектакль.
В зале ежиные и звериные лица помещиков, дворян, чиновников, купечества. На сцене герои исполняют «верноподданные пляски квартальных» с нагайками и шашками. Выпивший и развеселившийся правитель из своей ложи прыгает на сцену и лихо пляшет, увлекая своим примером и весь зрительный зал.
Во хмелю его выносят из театра и кладут в пролётку. Тройка ночью мчит героя через десятилетия в современный город. Сталкиваясь с новой явью, Перехват-Залихватский гибнет. «Органчик» же, выпавший из его головы сохраняется в музее сатиры имени Щедрина.

## Отзыв критика
С конца 20-х вплоть до середины 30-х годов… главным стало сатирическое направление, представленное такими интересными фильмами, как «Блэк энд уайт» (1932) Леонида Амальрика и И. Иванова-Вано, поставленный по известному одноименному стихотворению В. Маяковского; «Органчик» (1933) Николая Ходатаева, по мотивам одной из глав «Истории одного города» Щедрина…  Особенно своеобразен по изобразительному решению «Органчик», выполненный в графической манере В. Фаворского одним из его учеников, Г. Ечеистовым, и художником-мультипликатором Д. Черкесом. Рисунки, сделанные тушью, напоминают гравюры на дереве и создают благодаря контрастам чёрного и белого, и выразительности сатирической трактовки персонажей ощущение подчёркнуто стилизованной, пародийно условной «безвоздушности» атмосферы гротеска.— Асенин С. В. «Пути советской мультипликации».